# 解象
解象（？—？），為九真郡太守董元屬下將領解系之弟。建衡三年（晉泰始七年，即西元271年）孫吳將領陶璜率軍攻董元時設反間計，派解象寫信勸降其兄解系，並讓他乘坐自己的座車。董元看到後認為解象受到如此優待，可見其兄解系必定對其不忠，令將解系處死。越南史書《大越史記全書》則稱殺解系者為董元屬下王素等人。解系死後不久陶璜成功收復交州。

## 家庭
- 解系，解象之兄，為九真太守董元部將，有武勇。後董元中陶璜之計誤殺之。